# Bactrocera laticosta
Bactrocera laticosta är en tvåvingeart som beskrevs av Drew 1989. Bactrocera laticosta ingår i släktet Bactrocera och familjen borrflugor. Inga underarter finns listade.